# Jana Nagyová
Pour les articles homonymes, voir Nagyová.
Jana Nagyová, aujourd'hui Jana Pulm, née le 9 janvier 1959 à Komárno, est une actrice slovaque. 
Elle est célèbre notamment pour le rôle principal de la princesse Arabela dans la série télévisée Arabela en 1979 réalisée par Václav Vorlíček.

## Biographie
Elle pratique le théâtre amateur dès l'enfance et étudie le piano et le chant au Conservatoire de Bratislava. Avant la série Arabela, elle est apparue dans le film Smrt stopařek aux côtés de Dagmar Patrasová (cs).
Depuis 1987, elle vit avec sa famille en Allemagne.

## Filmographie
- 1976 : Sváko Ragan, téléfilm
- 1977 : Penelopa
- 1979 : Smrt stopařek : Eva Černá
- 1980 : Dozrievanie, téléfilm
- 1980 : Mezi námi kluky
- 1980 : Arabela, série télévisée : la princesse Arabela
- 1980 : Nebezpečné známosti (adaptation des Liaisons dangereuses), téléfilm : Cécile de Volanges
- 1980 : Triptych o láske, téléfilm
- 1981 : Bičianka z doliny, téléfilm
- 1982 : Chlap prezývaný Brumteles, téléfilm
- 1982 : Rozmar, téléfilm
- 1982 : Slávne dievčatko, téléfilm
- 1982 : Zlatá panna a prekliaty brat, téléfilm
- 1983 : Lekár umierajúceho času, série télévisée
- 1983 : Rodinná anamnéza, téléfilm
- 1983 : Výlet do mladosti
- 1983 : Žakýlska Veronka, téléfilm
- 1984 : Múdra princezná, téléfilm
- 1985 : O sláve a tráve
- 1986 : Není sirotek jako sirotek
- 1986 : Polepetko, téléfilm
- 1987 : Pravidlá kruhu
- 1988 : Pražské tajemství (cs)
- 1993 : Pozemský nepokoj
- 2022 : Princ Mamánek
- 2023 : Dvě slova jako klíč : Jolanta
- 2025 : Hořký svět 2